# Erich Ströh
Erich Ströh (* 15. Juli 1915 in Hamburg; † 8. September 2015 in Bremen) war ein deutscher Politiker (SPD) und Mitglied der Bremischen Bürgerschaft.

## Biografie

### Familie, Ausbildung und Beruf
Ströh besuchte von 1922 bis 1933 in Kiel die Schule. Er erlernte den Beruf eines Elektromechanikers. Als Monteur führte ihn sein Weg nach Bremen. Er wohnte zuerst in Bremen-Huchting und war bei der AG Weser beschäftigt. Er zog später nach Bremen-Gröpelingen um. In den 1950er-Jahren war er bei der Arbeiterkammer Bremen in der Rechtsberatung tätig gewesen, später als Geschäftsführer. Er war zudem als Sachbearbeiter für Sozialpolitik in Bremen tätig.
Ströh war verheiratet und hatte einen Sohn. Er wohnte nach 1972 in Bremen-Borgfeld.

### Politik
Er war nach 1945 Mitglied der SPD und dort aktiv in seinem SPD-Ortsverein in Gröpelingen und im SPD-Unterbezirk Bremen-West.
Von 1959 bis 1971 war er zwölf Jahre lang Mitglied der Bremischen Bürgerschaft und in verschiedenen Deputationen und Ausschüssen der Bürgerschaft tätig, unter anderem in den Deputationen für das Bauwesen, für Berufs- und Fachschulen sowie für Kunst und Wissenschaft. Er war dabei maßgeblich bei der Entwicklung des Fachoberschulgesetzes und des Berufsbildungsgesetzes beteiligt.